# Reserva Particular do Patrimônio Natural Engenho Gargaú
A Reserva Particular do Patrimônio Natural Engenho Gargaú é uma reserva particular brasileira, localizada no estado da Paraíba. Preserva um dos maiores fragmentos de Mata Atlântica do Nordeste Brasileiro.[carece de fontes?]

## Fauna
Na reserva ocorrem três espécies de primatas: o sagui-de-tufos-brancos (Callithrix jacchus), o guariba-de-mãos-ruivas (Alouatta belzebul) e o macaco-prego-galego (Sapajus flavius). Esses dois últimos encontram-se em em estado crítico no Nordeste, e essa unidade de conservação provavelmente abriga a maior população do macaco-prego-galego.